# 한정원
한정원(1984년 4월 8일 ~ )은 대한민국의 前 농구 선수이며,현재 한국프로농구 심판이자 선수 출신 심판 중 최초 최장신 심판이란 기록을 남겼다.

## 학력
- 마차초등학교
- 후평중학교
- 강원대학교 사범대학 부설고등학교